# Charles Mielatz
Charles Frederick William Mielatz, auch: Charles Frederick Mielatz (* 24. Mai 1864 in Breddin, Provinz Brandenburg; † 2. Juni 1919 in New York) war ein deutsch-amerikanischer Radierer, Grafiker, Maler und Lithograf. Er gilt als Pionier der Mehrplatten-Farbradierung.

## Leben
Er kam als Sohn von Carl Mielatz und dessen Ehefrau Wilhelmina geborene Wolff in der preußischen Provinz Brandenburg im Kreis Ostprignitz zur Welt und wurde auf den Namen Karl Friedrich Wilhelm Mielatz getauft. Im Alter von sechs Jahren kam er mit seinen Eltern als Emigrant in die USA. In Chicago erhielt er eine Ausbildung als Schüler der dortigen School of Design.
In den frühen 1880er Jahren übersiedelte Mielatz nach New York City, wo er 1883 seine erste Radierung schuf. Der Pionier der Mehrplatten-Farb-Radierung produzierte zahlreiche Radierungen mit Landschaften, Stadtansichten und historischen Szenen. 1904 wurde er einer der ersten Radier-Lehrer der New Yorker National Academy of Design.
Er war Mitglied des New York Etching Club und der Brooklyn Society of Etchers, ab 1906 aber auch Associate Member der National Academy of Design.

## Bekannte Werke (Auswahl)
- 1915: Ericsson’s Day – No. 2, Metropolitan Museum of Art[2]
- ohne Datum: Winter in Narragansett, National Museum of American History[6]

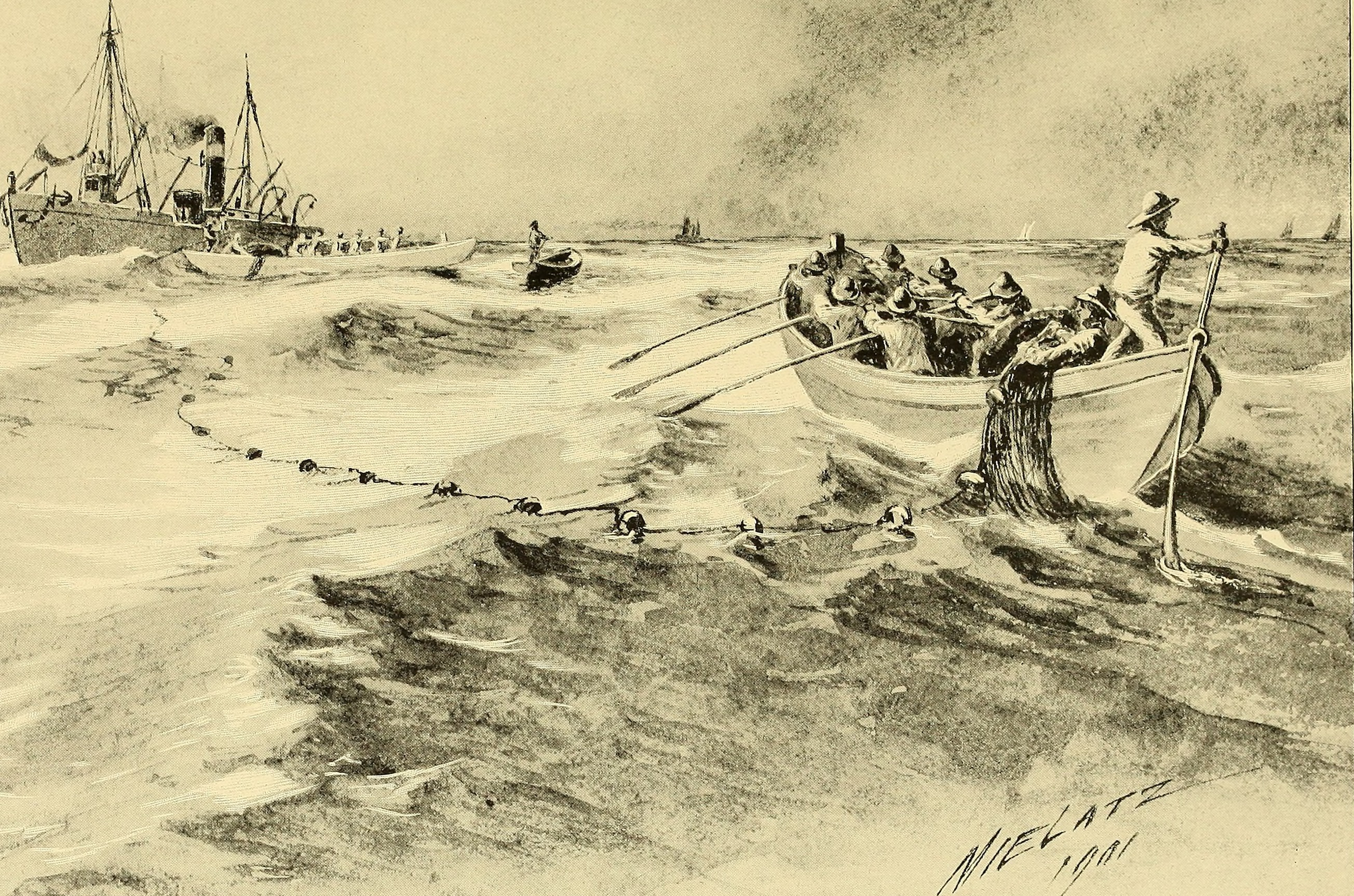
Illustration im Annual report of the Forest, Fish and Game Commission of the State of New York, 1899
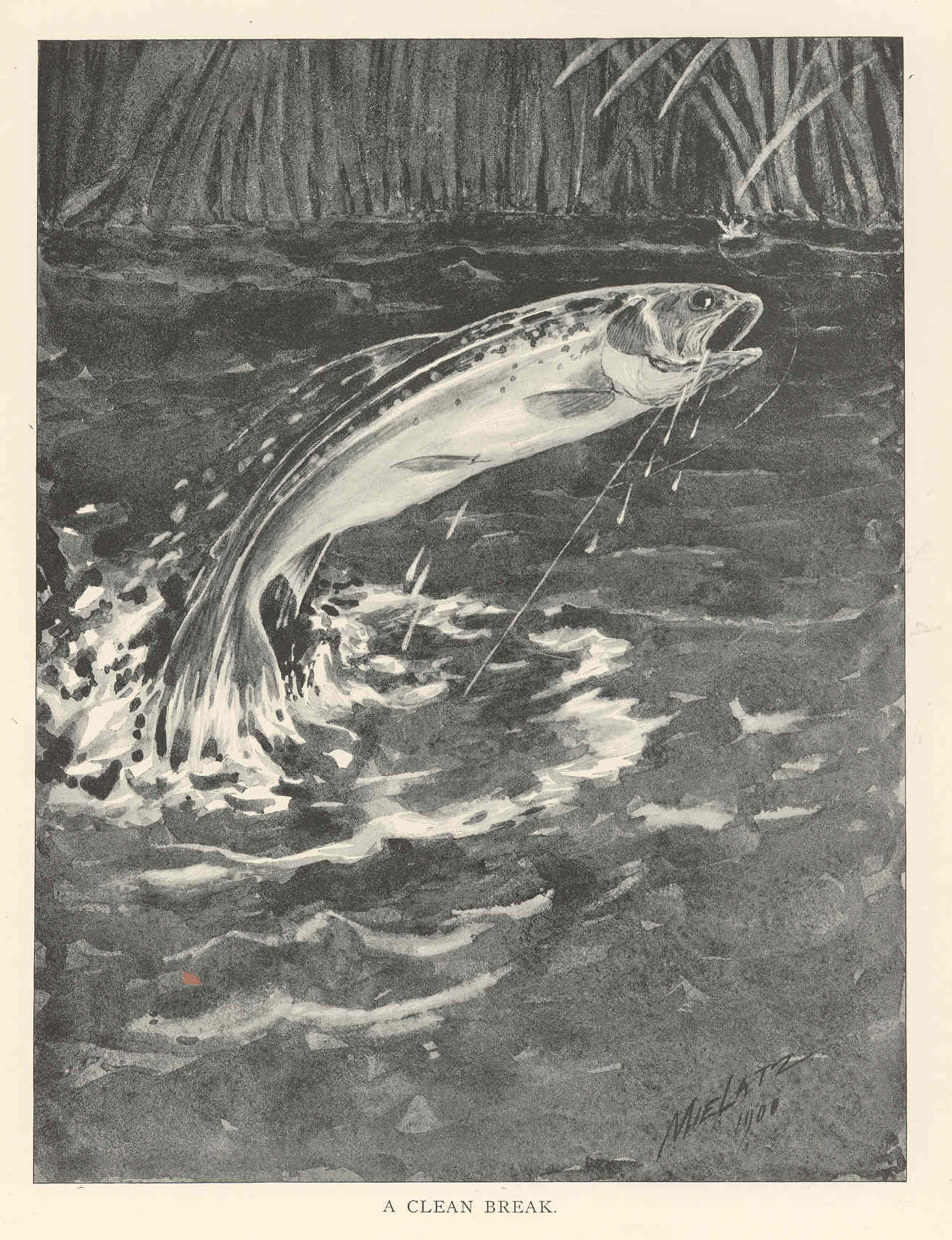
Springender Fisch: A clean Break, 1900
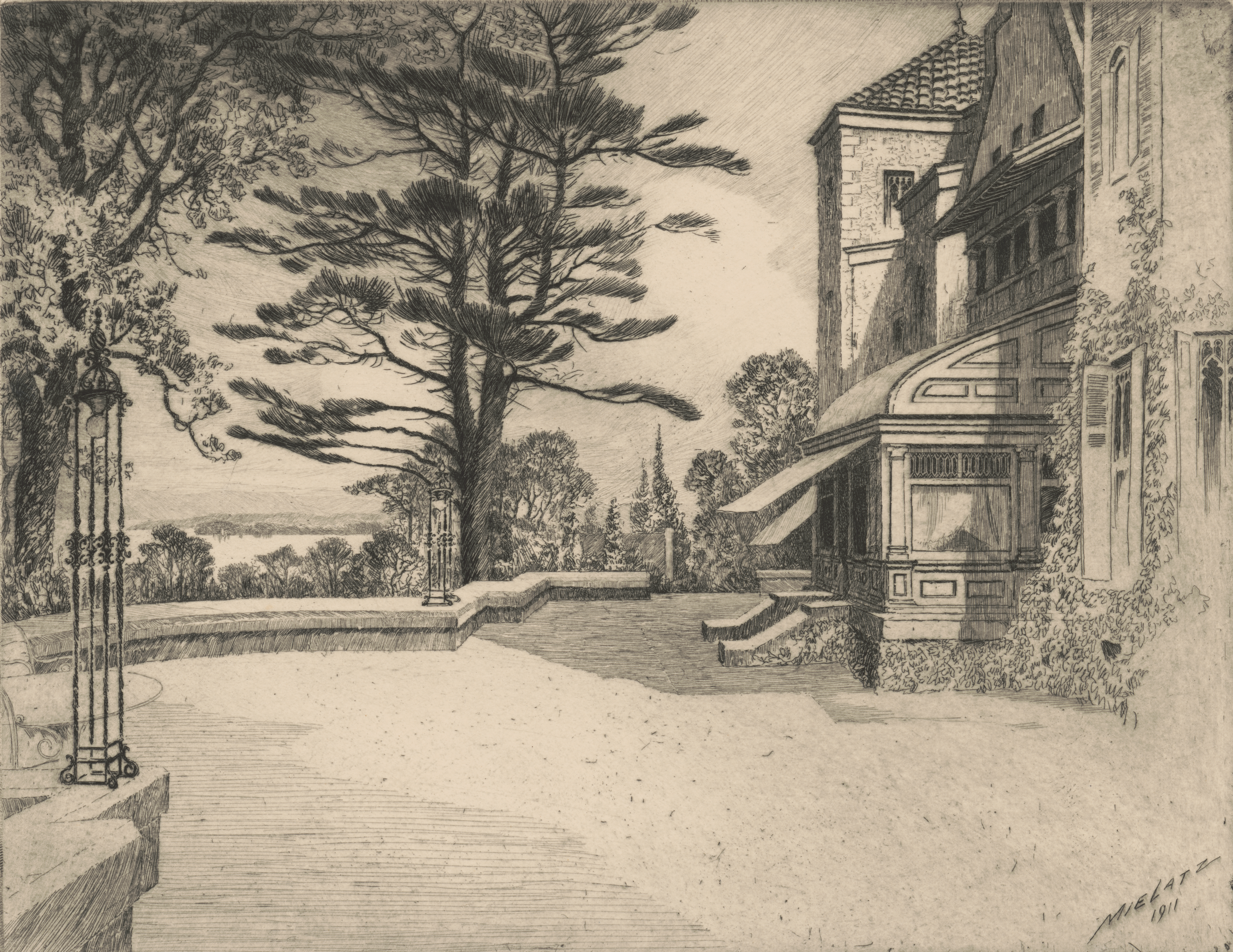
Rockwood Hall, mit Signatur, datiert 1911